# Tadeusz Romuald Jeziorowski
Tadeusz Romuald Jeziorowski (ur. w 1944) – polski muzealnik i historyk specjalizujący się w bronioznawstwie, munduroznawstwie, heraldyce i falerystyce.

## Życiorys
W 1963 ukończył Państwowe Liceum Sztuk Plastycznych w Krakowie, a w 1968 zabytkoznawstwo na  Wydziale Sztuk Pięknych Uniwersytetu Mikołaja Kopernika w Toruniu.
Od 1968 do 2012 był związany zawodowo z Wielkopolskim Muzeum Wojskowym, oddziałem Muzeum Narodowego w Poznaniu, od 1973 jako starszy kustosz i kierownik, od roku 1991 z tytułem kuratora.
Współzałożyciel i pierwszy przewodniczący NSZZ „Solidarność” przy Muzeum Narodowym w Poznaniu.
Od 1991 współpracuje z Kancelarią Prezydenta Rzeczypospolitej Polskiej; jest jednym z współautorów aktualnie obowiązującej ustawy o orderach i odznaczeniach. W latach 2004-2005 działał tamże w Zespole do opracowania projektu ustawy o symbolach państwowych Rzeczypospolitej Polskiej, lecz projekt ten nie został ostatecznie zrealizowany. Od 2006 wchodził w skład działającego tamże Zespołu do opracowania projektu nowego odznaczenia wojskowego nadawanego za wybitne czyny bojowe, czego efektem są nowe odznaczenia wojskowe: Order Krzyża Wojskowego, Krzyż Wojskowy, Wojskowy, Morski i Lotniczy Krzyż Zasługi z Mieczami, Wojskowy, Morski i Lotniczy Krzyż Zasługi (bez mieczy), Gwiazda Afganistanu, Iraku, Czadu, Konga, Morza Śródziemnego oraz Załóg Lotniczych; przywrócony został również międzywojenny Medal za Długoletnią Służbę. Od 2017 jest w składzie, powstałego w miejsce poprzedniego, Zespołu do opracowywania i opiniowania spraw związanych z orderami i odznaczeniami, heraldyką i weksylologią, którego jednym z efektów jest odznaczenie pamiątkowe Medal Stulecia Odzyskanej Niepodległości.
W latach 1996-2005 był członkiem Komisji Historycznej do spraw Symboliki Wojskowej przy Ministrze Obrony Narodowej, członkiem Komisji Heraldycznej przy Ministrze Spraw Wewnętrznych i Administracji od jej pierwszego powołania w 2000, a także przewodniczącym Komisji ds. Ewidencji i Ochrony Miejsc Pamięci Narodowej Wojewódzkiego Komitetu Ochrony Walk i Męczeństwa w Poznaniu.
Był członkiem Rady Naukowej Przeglądu Historyczno-Wojskowego i konsultantem Kapituły Orderu Wojennego Virtuti Militari.
Członek Stowarzyszenia Miłośników Dawnej Broni i Barwy, Polskiego Towarzystwa Heraldycznego, niemieckiego BDOS (Deutsche Gesellschaft für Ordenskunde). Założyciel i honorowy prezes Towarzystwa b. Żołnierzy i Przyjaciół 15. Pułku Ułanów Poznańskich.

## Odznaczenia i wyróżnienia
Otrzymał Złoty Medal Opiekuna Miejsc Pamięci Narodowej (1997), Złoty Medal „Za zasługi dla obronności kraju” (2001), Odznakę Honorową i Medal Pamiątkowy „Kustosza Tradycji, Chwały i Sławy Oręża Polskiego” (MON 2008) i Srebrny Medal „Zasłużony Kulturze Gloria Artis” (2022). Filister h.c. Konwentu „Lechia” Korporacji Studentów Uczelni Poznańskich (1999).
W 2008 został odznaczony Krzyżem Kawalerskim Orderu Odrodzenia Polski za wybitne zasługi w kultywowaniu tradycji oręża polskiego, za osiągnięcia w popularyzowaniu historii znaków narodowych, w 2017 wyróżniony Krzyżem Oficerskim tego samego orderu za wybitne zasługi w pielęgnowaniu i przywracaniu tradycji znaków narodowych, a w 2021 wręczono mu Medal Stulecia Odzyskanej Niepodległości nadany za zasługi dla Niepodległej.

## Publikacje
Autorskie:
- Źródła i materiały do dziejów Powstania Wielkopolskiego i wojsk wielkopolskich 1918-1919 (Poznań, 1978)
- Broń biała w zbiorach miłośników dawnej broni (Poznań, 1978)
- Mundury wojewódzkie Rzeczypospolitej Obojga Narodów (Warszawa, 1992)
- Dziękujemy Wam Polacy. Odznaczenia państw alianckich dla żołnierzy polskich (Poznań, 1995)
- Brać się do pałasza! Pałasz polski i obcy XVII-XX w. (Poznań, 2001)
- Na straży pamięci. W 40. rocznicę otwarcia pierwszej po wojnie stałej ekspozycji w Wielkopolskim Muzeum Wojskowym (Poznań, 2003)
- Nad nami Orzeł Biały... Znaki państwa w wojsku. Symbolika państwowa w Wojsku Polskim XVIII-XX w. (Poznań, 2003)
- Ordery Prezydenta Rzeczypospolitej Polskiej (Warszawa, 2003)
- Pieśń ujdzie cało. Śpiewnik. Przybyli ułani... (Poznań, 2006, 2007, 2008)
- The Napoleonic Orders, Orders of the Polish Generals in the Napoleonic Era. Ordery napoleońskie. Ordery generałów polskich w epoce napoleońskiej (Warszawa, 2018)[13]

Współautorskie:
- Barwa i broń Sił Zbrojnych Wielkopolski w latach 1918-1920 (Koszalin, 1988)
- Broń i barwa Wojska Polskiego w roku 1939 (Lublin, 1993)
- Order Wojenny Virtuti Militari. Katalog zbiorów (Poznań, 1993)
- Marsz, marsz Dąbrowski... w 250. rocznicę urodzin Jana Henryka Dąbrowskiego (Poznań, 2005)
- Za Ojczyznę i Naród, 300 lat Orderu Orła Białego (Warszawa, 2005)
- Praemiando Incitat, Order Świętego Stanisława 1765-1831 (Warszawa, 2015)
- Praemiando incitat. Šventojo Stanislovo ordinas (Wilno, 2016)
- Wojsko Księstwa Warszawskiego, Generałowie, adiutanci, sztaby (Warszawa, 2018)
- Blask orderów. T. I-III (Warszawa, 2019)

Redaktor serii wydawniczej „Zeszyty Historyczne Towarzystwa b. Żołnierzy i Przyjaciół 15. Pułku Ułanów Poznańskich” składającej się z 11. pozycji, autor trzech z nich:
- Odznaka 15 Pułku Ułanów Poznańskich (Poznań, 1997)
- Lista strat 15 Pułku Ułanów Poznańskich (Poznań, 1999)
- Zarys historii powstania Towarzystwa b. Żołnierzy 1 Pułku Ułanów Wielkopolskich (Poznań, 2000)

Jest autorem wielu haseł, głównie z zakresu falerystyki, w takich encyklopediach jak Nowa Encyklopedia Powszechna PWN oraz Britannica. Edycja polska.